# Austro-Tai
Austro-Tai ist eine hypothetische Sprachfamilie, die die austronesischen Sprachen, die Tai-Kadai-Sprachen und möglicherweise die Japanisch-Ryūkyū Sprachen zu einer Einheit zusammenfasst.

## Geschichte
Schon 1901 bemerkte man, dass sich das Vokabular der Tai-Kadai-Sprachen und der austronesischen Sprachen stark ähnelt. Diese sind so zahlreich, dass es sich nach der Meinung der Befürworter der Hypothese nicht um zufällige Übereinstimmungen handeln kann. Daher stellte Paul K. Benedict 1942 die Hypothese auf, dass die beiden Sprachfamilien nahe Verwandte im Stammbaum der austrischen Sprachen sind. Diese Annahme wurde im Jahr 2015 durch eine linguistische Analyse bestätigt.
Weera Ostapirat stellte 2005 50 Vokabeln auf, die in allen drei Untergruppierungen der Tai-Kadai-Sprachen vorkommen, von denen sich die Hälfte angeblich durch reguläre Lautverschiebungen auf austronesische Vokabeln zurückführen lassen. Auch andere Sprachwissenschaftler finden dies glaubwürdig.
Nachdem das Buyang, eine Tai-Kadai-Sprache, dokumentiert wurde und sich herausstellte, dass diese Sprache wohl die einzige Tai-Kadai-Sprache mit zweisilbigen Grundvokabeln ist (was ein Hauptmerkmal der austronesischen Sprachen ist), wurden auch diese mit rekonstruierten austronesischen Vokabeln verglichen, welche überraschend große Übereinstimmungen zeigen.
Benedict (1960) erweiterte Austro-Tai zu Austro-Tai-Japanisch. Diese Erweiterung ist umstritten und wird von der Mehrheit der auf austronesische und Tai-Kadai-Sprachen spezialisierten Fachleute abgelehnt.